# هارتمانیتسه (ناحیه کلاتووی)
هارتمانیتسه (به چکی: Hartmanice) یک منطقهٔ مسکونی در جمهوری چک است که در ناحیه کلاتووی واقع شده‌است. هارتمانیتسه ۱٬۰۷۱ نفر جمعیت دارد.